# Campeonato Asiático de Voleibol Femenino Sub-19
ElCampeonato Asiático de Voleibol Femenino Sub-19 es un torneo de voleibol femenino. Es organizado por la Confederación Asiática de Voleibol y el país anfitrión, y está dirigido a las selecciones nacionales que integren jugadoras con un máximo de 19años de edad.

## Historial
| N.º   | Año  | Sede                       |               |               |               | 4.º           |
| ----- | ---- | -------------------------- | ------------- | ------------- | ------------- | ------------- |
| I     | 1980 | Seoul                      | Corea del Sur | Japón         | India         | Singapur      |
| II    | 1984 | Camberra                   | Japón         | China         | Corea del Sur | China Taipéi  |
| III   | 1986 | Bangkok                    | Japón         | China         | Corea del Sur | Tailandia     |
| IV    | 1988 | Yakarta                    | Japón         | China         | Corea del Sur | Indonesia     |
| V     | 1990 | Chiang Mai                 | Japón         | Corea del Sur | China         | China Taipéi  |
| VI    | 1992 | Kuala Lumpur               | China         | Corea del Sur | China Taipéi  | Australia     |
| VII   | 1994 | Manila                     | China         | Japón         | Corea del Sur | China Taipéi  |
| VIII  | 1996 | Chiang Mai                 | China         | Japón         | Corea del Sur | China Taipéi  |
| IX    | 1998 | Trang                      | China         | Corea del Sur | Japón         | Tailandia     |
| X     | 2000 | Dagupán                    | China         | Japón         | Corea del Sur | Tailandia     |
| XI    | 2002 | Ciudad Ho Chi Minh         | China         | Tailandia     | China Taipéi  | Corea del Sur |
| XII   | 2004 | Colombo                    | China         | Japón         | Corea del Sur | China Taipéi  |
| XIII  | 2006 | Nakhon Ratchasima          | China         | Japón         | China Taipéi  | Tailandia     |
| XIV   | 2008 | China Taipéi               | Japón         | China Taipéi  | China         | Corea del Sur |
| XV    | 2010 | Ciudad Ho Chi Minh         | China         | Corea del Sur | Japón         | Tailandia     |
| XVI   | 2012 | Nakhon Pathom / Ratchaburi | China         | China Taipéi  | Japón         | Tailandia     |
| XVII  | 2014 | China Taipéi               | China         | Japón         | Corea del Sur | Tailandia     |
| XVIII | 2016 | Nakhon Ratchasima          | China         | Japón         | Tailandia     | Vietnam       |
| XIX   | 2018 | Hanói                      | Japón         | China         | Tailandia     | China Taipéi  |

## Medallero
- Actualizado a Vietnam 2018

| Núm. | País          | Oro | Plata | Bronce | Total |
| ---- | ------------- | --- | ----- | ------ | ----- |
| 1    | China         | 12  | 4     | 2      | 18    |
| 2    | Japón         | 6   | 8     | 3      | 17    |
| 3    | Corea del Sur | 1   | 4     | 8      | 13    |
| 4    | China Taipéi  | 0   | 2     | 3      | 5     |
| 5    | Tailandia     | 0   | 1     | 2      | 3     |
| 6    | India         | 0   | 0     | 1      | 1     |
|      | TOTAL         | 19  | 19    | 19     | 57    |

## MVPpor edición
- 2018 –  Japón - Kanon Sonoda
- 2016 –  China - Wu Han
- 2014 –  China - Du Qingqing
- 2012 –  China - Zhu Ting
- 2010 –  China - Liu Yanhan
- 2008 –  Japón - Yuki Kawai
- 2006 –  China - Yan Ni